# Matt Shaughnessy
Matt Shaughnessy (Norwich, 23 settembre 1986) è un giocatore di football americano statunitense statunitense che gioca nel ruolo di defensive end per gli Arizona Cardinals della National Football League (NFL). Fu scelto nel corso del terzo giro (71º assoluto) del Draft NFL 2009 dagli Oakland Raiders. Al college giocò a football all'Università del Wisconsin-Madison.

## Carriera professionistica

### Oakland Raiders
Shaughnessy fu scelto nel corso del terzo giro del Draft 2009 dagli Oakland Raiders. Il 24 luglio firmò un contratto quadriennale per un valore totale di 2,602 milioni di dollari di cui 852.250 di bonus alla firma. Debuttò nella NFL il 14 settembre contro i San Diego Chargers. Il 4 ottobre contro gli Houston Texans recuperò il suo primo fumble in carriera.
Nella stagione 2010 giocò maggiormente da titolare e di conseguenza le sue statistiche migliorarono. Il 10 ottobre 2010 contro i San Diego Chargers forzò il suo primo fumble in carriera. Il 28 novembre contro i Miami Dolphins forzò il suo secondo fumble stagionale.
Il 26 settembre 2011 contro i New York Jets subì un grave infortunio alla spalla. Il 19 ottobre, dopo aver giocato solamente 3 partite, venne messo sulla lista infortunati concludendo in anticipo la stagione regolare.
Il 16 settembre 2012 contro i Miami Dolphins mise a segno il suo primo sack stagionale su Ryan Tannehill. Il 14 ottobre 2012, contro gli imbattuti Atlanta Falcons fece registrare un altro sack su Matt Ryan.  Il 25 novembre contro i Cincinnati Bengals realizzò il suo terzo sack stagionale su Andy Dalton.

### Arizona Cardinals
Il 15 marzo 2013 firmò un contratto annuale del valore di un milione di dollari di cui 150.000 di bonus alla firma con i Cardinals.

## Palmarès
- PFWA All-Rookie Team - 2009

## Statistiche
| Partite totali      | 51   |
| Partite da titolare | 29   |
| Tackle totali       | 100  |
| Sack                | 15,5 |
| Intercetti          | 0    |
| Fumble forzati      | 2    |
| Fumble recuperati   | 1    |
| Passaggi deviati    | 1    |

Statistiche aggiornate al termine della stagione 2012